# 皮膚むしり症
皮膚むしり症（ひふむしりしょう、英語: Excoriation disorder）とは皮膚を剥がしたり、引っ掻いたりして傷つけずにはいられなくなる精神障害である。スキン・ピッキングとも呼ばれる。治療法については、「皮膚むしり症#治療」を参照。

## 概要
衝動制御障害の一つで皮膚の凹凸や角質に留まらず健康的な皮膚もむしり取らずにはいられなくなる。DSM-5では『強迫症および関連症群』に分類されている。ICD-10では「人工皮膚炎」の下位分類に記されている。
患者の4分の3は女性である。
通常は爪で自らの皮膚をむしるが場合によっては針やピンセットなどの道具が使用されることもある。傷跡の化膿や出血を招くので早めの治療が必要である。

## 診断
診断を支持する特徴は以下の通りである。
A. 皮膚の損傷を引き起こす繰り返される皮膚を掻く、剥がす、むしり取る行為。
B. 皮膚を掻く、剥がす、むしり取る行為を減らしたりやめようと繰り返し試みるがうまくいかない。
C. 皮膚を掻く、剥がす、むしり取るによって、臨床的に意味のある苦痛、または、社会的、学業的、職業的、または他の重要な領域における機能の障害を引き起こしている。
D. 皮膚を掻く、剥がす、むしり取る行為は、物質関連障害または身体疾患によるものではない。
E. 皮膚を掻く、剥がす、むしり取る行為は、他の精神疾患の症状ではうまく説明できない。

## 鑑別
統合失調症や妄想性障害などの精神病による妄想の一つに、寄生虫に感染していると思い込む「寄生虫妄想」があり、それが皮膚むしり行為を引き起こす場合がある。
強迫性障害の洗浄強迫による皮膚疾患、身体醜形障害の外見の欠陥または欠点を改善しようという試み、抜毛症などほかの強迫スペクトラム障害との鑑別を要する。
一般の皮膚疾患により皮膚をむしったり掻く行為は除外する。
境界性パーソナリティ障害などによる自傷行為と鑑別を要する。

## 治療
皮膚むしり行為の程度によっては皮膚科で傷の回復を優先する。
精神科領域の治療では強迫性障害の治療に準ずる。

### 認知行動療法
ハビットリバーサル法（皮膚むしり行動をする代わりに、皮膚むしり行動と同時にはできない別の動作を行う技法）とアクセプタンス&コミットメント・セラピーを組み合わせた、AEBT (Acceptance-Enhanced Behavior Therapy) の有効性が示されている。
ハビットリバーサル法は、気づきのトレーニング、拮抗反応、ソーシャルサポートの三つの要素で構成されている。
1. 気づきのトレーニング：皮膚むしり行動に関して理解を深め、皮膚むしり行動を始める際にむしりたい気持ちに気がつくようになることを目標とする[4]。
2. 拮抗反応：皮膚むしり行動と同時にはできない別の動作（競合行動）を、患者と治療者で協働して設定する。競合行動としては、たとえば両手を固く握りしめるなど、60～90秒ほど持続できるものが良いとされる[4]。
3. ソーシャルサポート：皮膚むしり行動をする代わりに競合行動を行うことに対する応援・支援や、競合行動をできたことに対する適切な承認・賞賛を、周囲の者から得られるような環境を整える[4]。

また、刺激制御法もハビットリバーサル法と組み合わせて用いられる。刺激制御法は、環境を調整して皮膚むしり行動の先行刺激を減らすことなどを目的としている。たとえば、ピンセットで皮膚をむしるケースでは、先行刺激となるピンセットを容易に手の届かない範囲に動かして、行動の契機を減らすことなどが考えられる。

### 薬物療法
フルオキセチンやN-アセチルシステインなどの有効性が示されている。

## 公表した著名人
- 有村藍里 - Twitter上で公表[5][6]。